# San Domingo (Gambia)

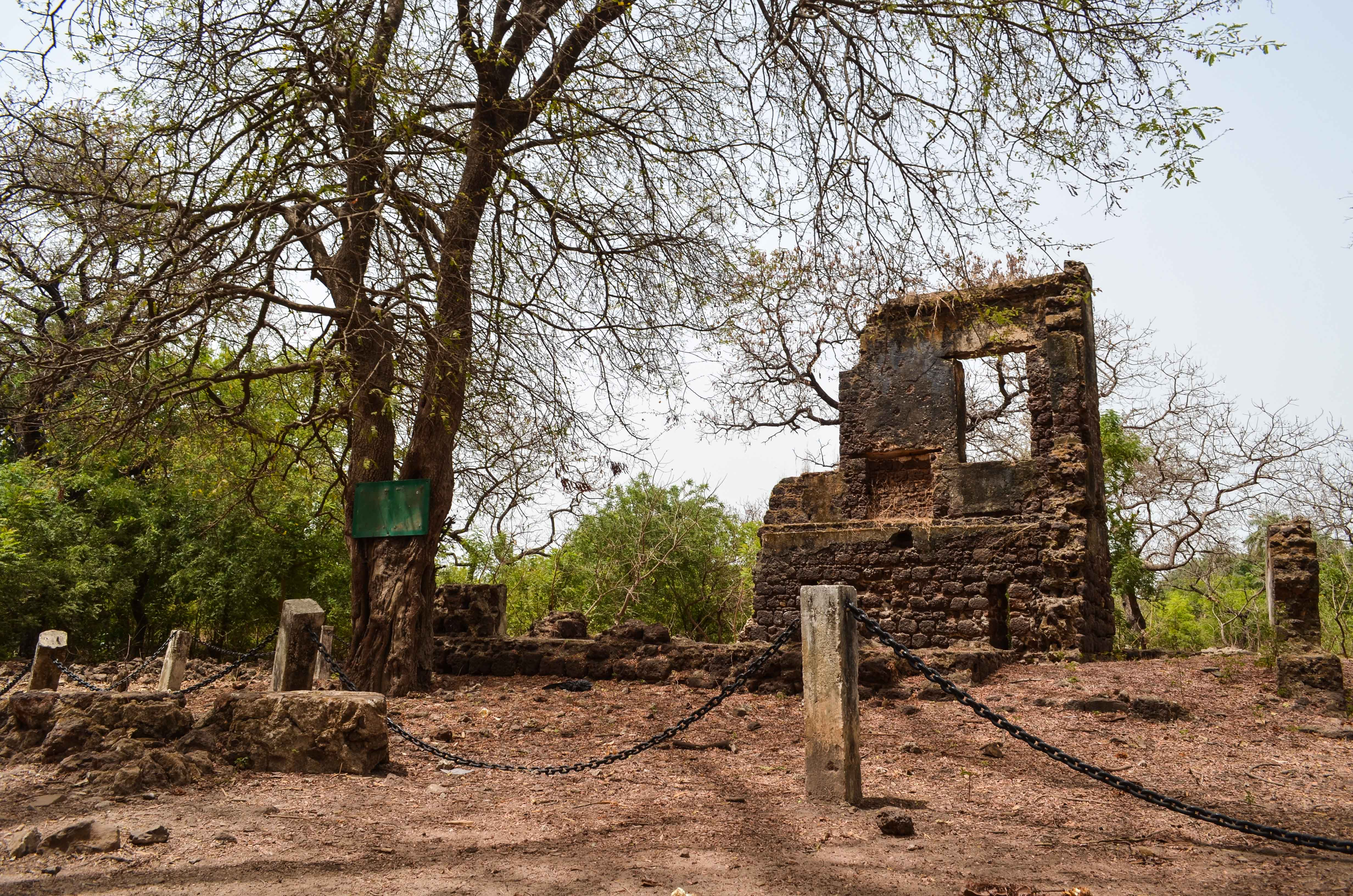
Die Ruinen von San Domingo

San Domingo bzw. die heutigen Ruinen von San Domingo waren eine der ersten Niederlassungen der Portugiesen am Gambia, im heutigen westafrikanischen Staat Gambia. Sie wurden  mit sechs weiteren Objekten, unter anderem Kunta Kinteh Island, unter einem gemeinsamen Eintrag als Kunta Kinteh Island und zugehörige Stätten als Weltkulturerbe und 2003 in die Liste des UNESCO-Welterbe aufgenommen. Zuvor stand ab 1995 San Domingo unter dem Schutz eines National Monuments. Der Schutz des Objekts Ruinen von San Domingo als UNESCO-Welterbe umfasst eine Fläche von 0,723 Hektar.

## Beschreibung
Rund ein Kilometer östlich von Albreda liegt San Domingo, in der Nähe von Juffure (auch als Jillifree bekannt), einer ehemaligen englischen Siedlung. Es war die erste Niederlassung der Portugiesen im späten 15. Jahrhundert. Die Siedlung umfasste Gärten, eine Kirche mit Friedhof und Mauern. Davon sind aber nur die Ruinen eines kleinen Hauses geblieben, das aus lateritischen Steinen und Kalkmörtel erbaut wurde.
Die Reste der Trümmer eines zweigeschossigen Steinhauses und zwei Mauern sind noch zu sehen, die Standorte von zwei oder drei weiteren Häusern sind durch steinerne Pfähle markiert und der Friedhof ist durch das Unterholz bedeckt. Stabilisiert vor dem weiteren Verfall wurden die Ruinen im Juli 2000. Die Außenmaße des Gebäudes betragen 8,5 × 8,5 Meter.